# Antigua és Barbuda
Antigua és Barbuda (angolul Antigua and Barbuda) parányi, független közép-amerikai szigetország a Szélcsendes-szigetek középső részén, az Atlanti-óceán és a Karib-tenger találkozásánál. Nevét a két fő szigetről kapta.
Antiguát Kolumbusz Kristóf fedezte fel és nevezte el, északi része erősen feldarabolt mészkőtábla, déli része egy lepusztult vulkán maradványa. Barbuda Antiguától északra fekszik, sík felszínét korallmészkő alkotja. Redonda a legkisebb a jelentősebb szigetek közül és ez nem lakott, 300 méterig emelkedő sziklái vulkanikus eredetűek.
Délre tőle Guadeloupe, délnyugatra Montserrat, nyugatra Saint Kitts és Nevis, északnyugatra pedig Saint-Barthélemy található.
Antigua és Barbuda a Brit Nemzetközösség, a Karib-tengeri Közösség (röviden CARICOM) és a Kelet-karibi Államok Szervezetének (röviden OECS) tagja.

## Földrajz

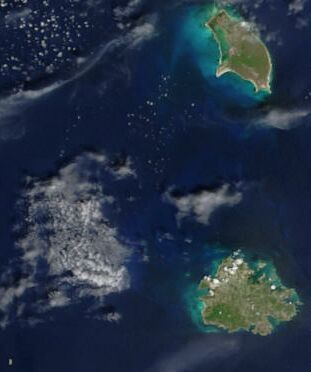
Műholdfelvétel Antigua és Barbudáról.

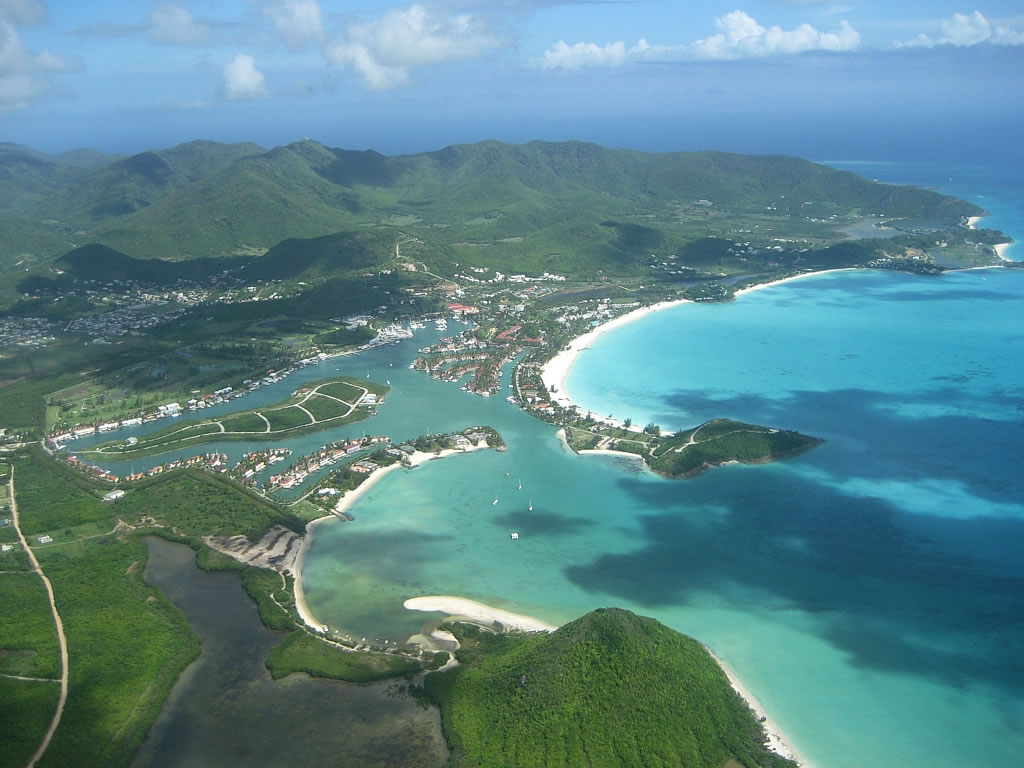
Jolly Harbour Antigua nyugati részén

Az ország számos szigetből és korallzátonyból áll, a legnagyobb és legnépesebb közülük Antigua (legnagyobb városa Saint John's), a második legnagyobb pedig a tőle északra lévő Barbuda (legnagyobb városa Codrington). A szigetek laposak, a legmagasabb pont a 402 m magas Boggy Peak. A magasabb területeket vulkáni tevékenység hozta létre.
Az erdőirtások miatt az esővíz nem raktározódik el a talajban, így az ország édesvíztartalékai korlátozottak.

### Éghajlat
A trópusi övben fekvő országban a hőmérséklet nagyjából egész évben állandó. Júliustól októberig hurrikánok és trópusi viharok pusztítanak, néha aszályos időszak is előfordul.

### Nemzeti parkjai
Nelson's Dockyard National Park: Egy régi angol haditengerészeti támaszpont és környéke. Látható itt Cook kapitány 'Endeavour' nevű hajójának másolata.
A helyszín 2016 óta a világörökség része.

## Történelem
Kerámiát nem ismerő indiánok voltak Antigua és Barbuda első lakói i. e. 2400 körül. Később arawak és karib indiánok népesítették be a szigeteket. Antigua szigetét Wadadli néven nevezték a bennszülöttek és ma ugyanígy hívják a helybeliek. Kolumbusz Kristóf második útján 1493-ban partra szállt itt és a szigetet Santa Maria de la Antigua-nak nevezte egy sevillai templom után. A spanyolok nehezen tudták egymástól megkülönböztetni a bennszülöttek különböző csoportjait, így keveset tudni akkori állapotukról és egymáshoz való viszonyukról. Annyi bizonyos, hogy nem volt béke közöttük.
A spanyolok korai települését angol uralom váltotta fel 1632-ben, 1666-ban egy francia közjátékkal. Az Antigua cukornád-ültetvényein folyó rabszolgatartást 1834-ben tiltották be. Ez után a munkáskezek hiánya miatt az ültetvények tönkrementek.
1940-ben Nagy-Britannia Antigua egy részét 99 évre bérbe adta az Amerikai Egyesült Államoknak, katonai támaszpont céljára. 1967-től Nagy-Britannia társult állama volt.
A függetlenséget 1981. november 1-jén mondták ki; az állam ugyanekkor csatlakozott a Nemzetközösséghez. 1983-ban az Amerikai Egyesült Államok oldalán részt vett Grenada megszállásában. 1995-ben menekülteket fogadott be Montserratról az ottani tűzhányókitörés után.

## Államszervezet és közigazgatás

### Alkotmány, államforma

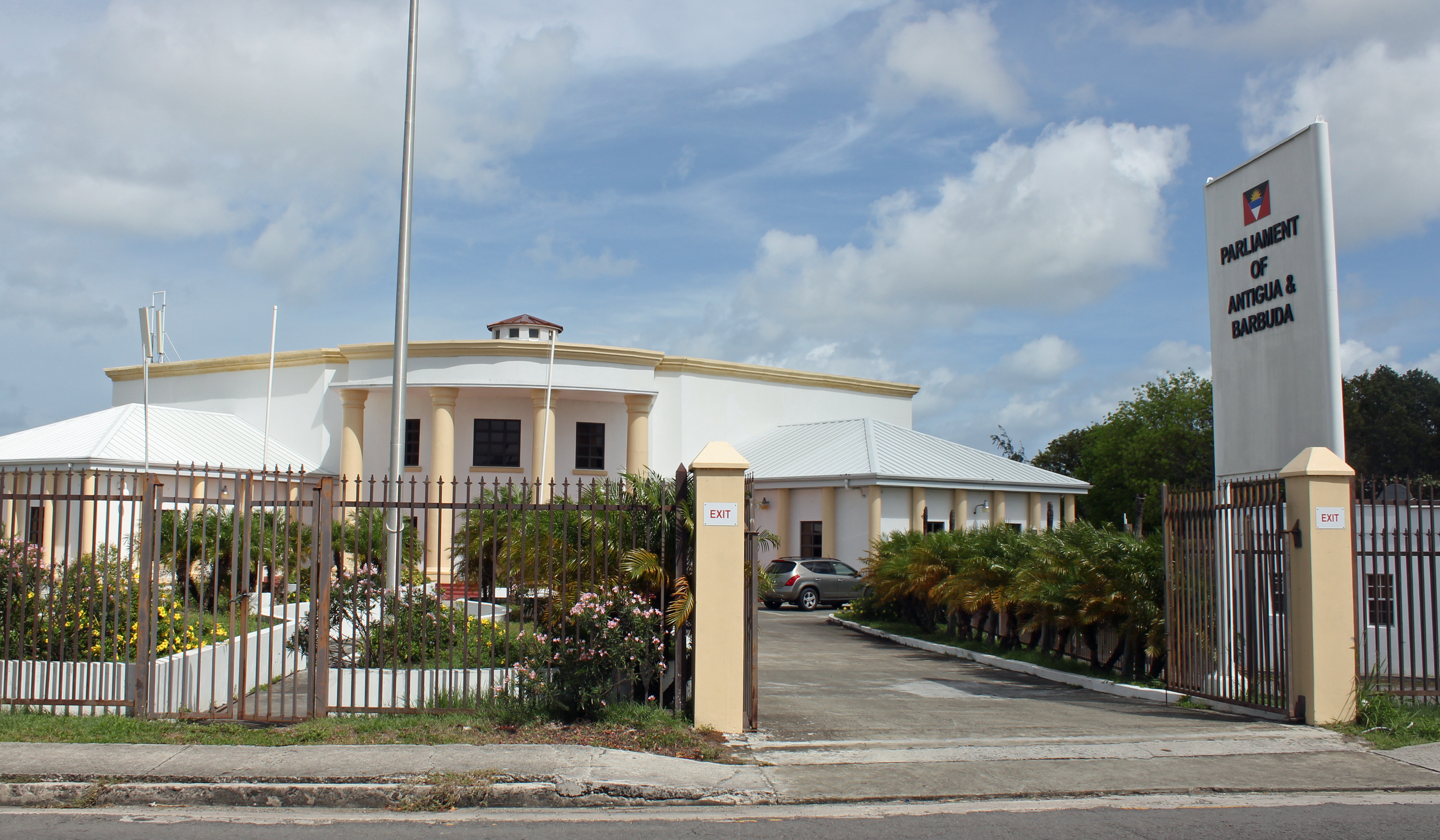
A parlament épülete

Antigua és Barbuda államformája szövetségi alkotmányos monarchia, perszonálunióban Nagy-Britanniával, demokratikus kormányzással és választott parlamenttel, ahol a miniszterelnök a kormányfő, és a többpártrendszer vezetője.

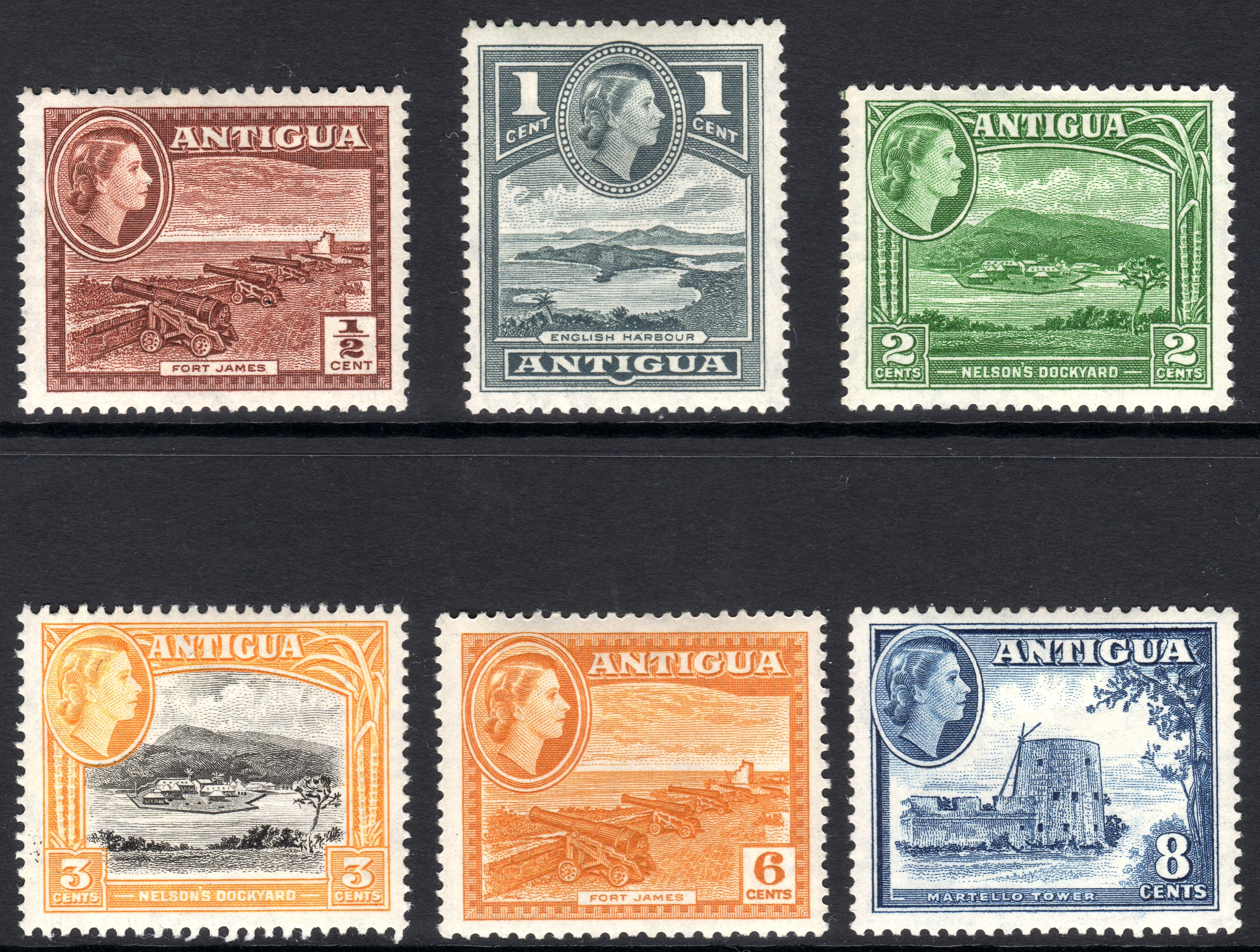
1953-as kiadású antiguai bélyegek helyi nevezetességekkel és II. Erzsébet királynő portréjával.

### Törvényhozás, végrehajtás, igazságszolgáltatás
A főkormányzót (Governor-General) az uralkodó, III. Károly király nevezi ki. A végrehajtói hatalom a mindenkori kormány kezében van, a törvényhozói hatalommal a kétkamrás parlament rendelkezik. Az ország parlamentje a Szenátusból (tizenhét tagját a kormányzó nevezi ki) és a Képviselőházból (tizenhét tagját ötévente megrendezett választásokon választják meg) áll. A 2004. március 23-án tartott választásokon az Antiguai Munkáspárt három, az Egyesült Haladó Párt pedig tizenhárom mandátumot nyert. A következő választásokat 2009-ben tartották.

### Politikai pártok
1949-től az Antiguai Munkáspárt volt hatalmon, ám a 2004-es választásokat az elvesztette a Karib-térségben leghosszabb ideig kormányon lévő választott párt. Az előző miniszterelnök, Lester Bird, 1994-óta volt a kormányfő, amikor is apját, Vere Birdet követte a hatalmon. Az idősebb Bird 1981 és 1994 között volt miniszterelnök, és a függetlenség előtt Antigua főminisztere volt 1960-tól 1971-ig, majd 1976-tól ismételten.
Barbuda szigetének 1989 óta saját pártja van, a Barbudai Népi Mozgalom (Barbuda People's Movement), amely a sziget elszakadásáért küzd. A barbudai függetlenség ügyét legutóbb 2020-ban tárgyalta a parlament.

A független Barbudának szánt lobogó.

### Közigazgatási beosztás
Antigua szigete hat községi körzetre van osztva, Barbuda és a lakatlan Redonda függő területek. Ezek:
|  | 1. Saint George 2. Saint John 3. Saint Mary 4. Saint Paul 5. Saint Peter 6. Saint Philip |

### Védelmi rendszer
A Királyi Antigua és Barbuda-i Védelmi Erők 287 főből áll, akik közül 200 12–18 év közötti fiatal alkotja a Kadét Egységet.

## Népesség

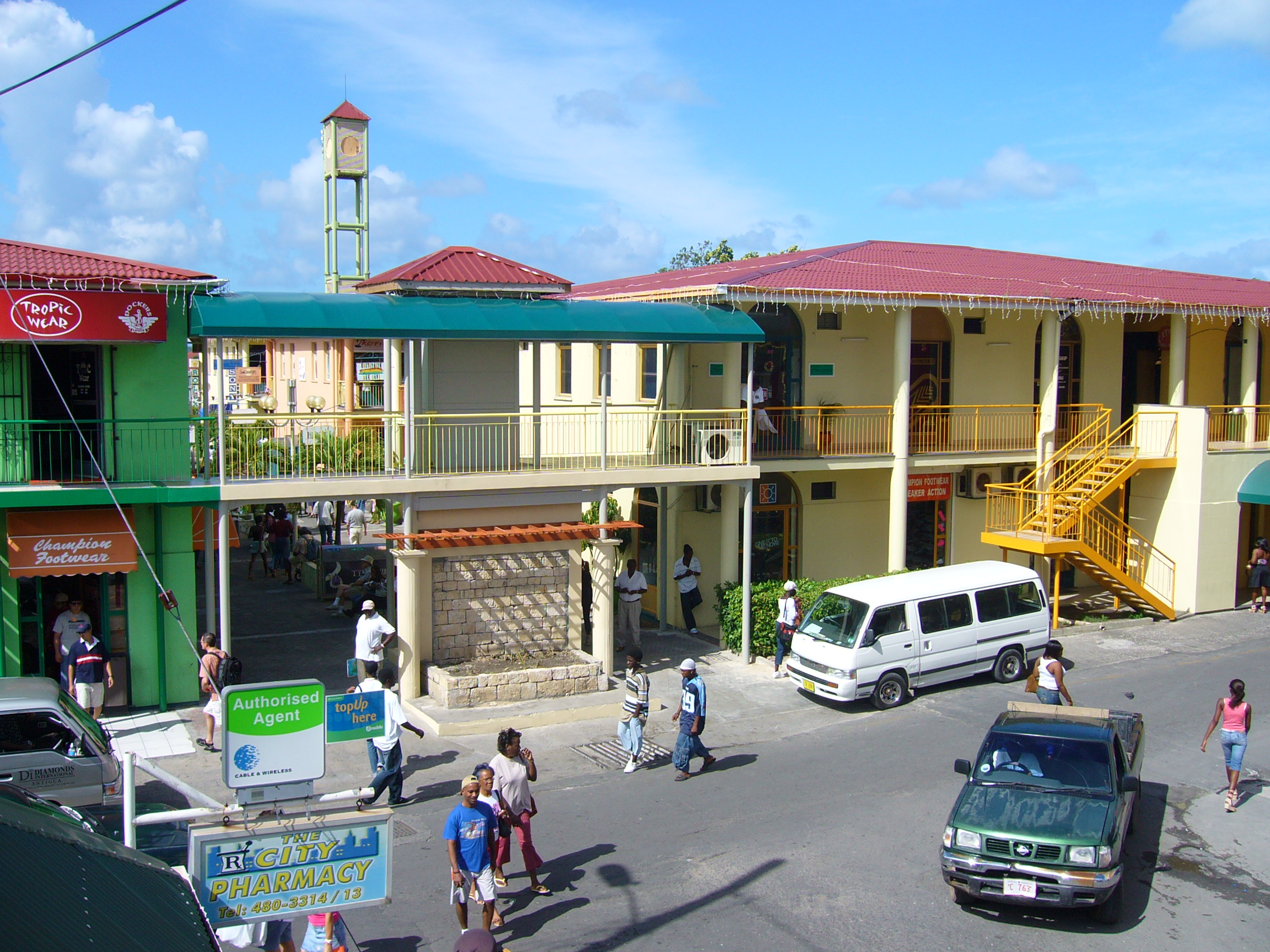
A Heritage Quay a fővárosban, St. John'sban.

### Népességének változása
| Lakosok száma | 54 681 | 62 002 | 67 972 | 70 301 | 63 484 | 64 868 | 77 648 | 84 397 | 89 985 | 101 489 |
|               | 1960   | 1967   | 1973   | 1980   | 1987   | 1993   | 2000   | 2007   | 2013   | 2023    |

### Etnikumok
Etnikai megoszlás: 78% fekete, 19% mulatt, 2% libanoni, szíriai, zsidó, 1% karib indián és fehér.[forrás?]
A lakosság többsége afrikai, vagy afroeurópai származású. Az országban él egy portugál valamint kevert afrikai és portugál kisebbség, mivel a Karib-térségbe a rabszolgaság megszüntetése után Portugáliából hoztak szolgákat.
A lakosság többi része brit és ír, keleti keresztény arab (főként libanoni és palesztin és szíriai) származású. Antigua és Barbudán él egy zsidó kisebbség is.
Az országból származó lakosok egyre növekvő számban élnek külföldön, főleg az Amerikai Egyesült Államokban, Kanadában és Nagy-Britanniában.

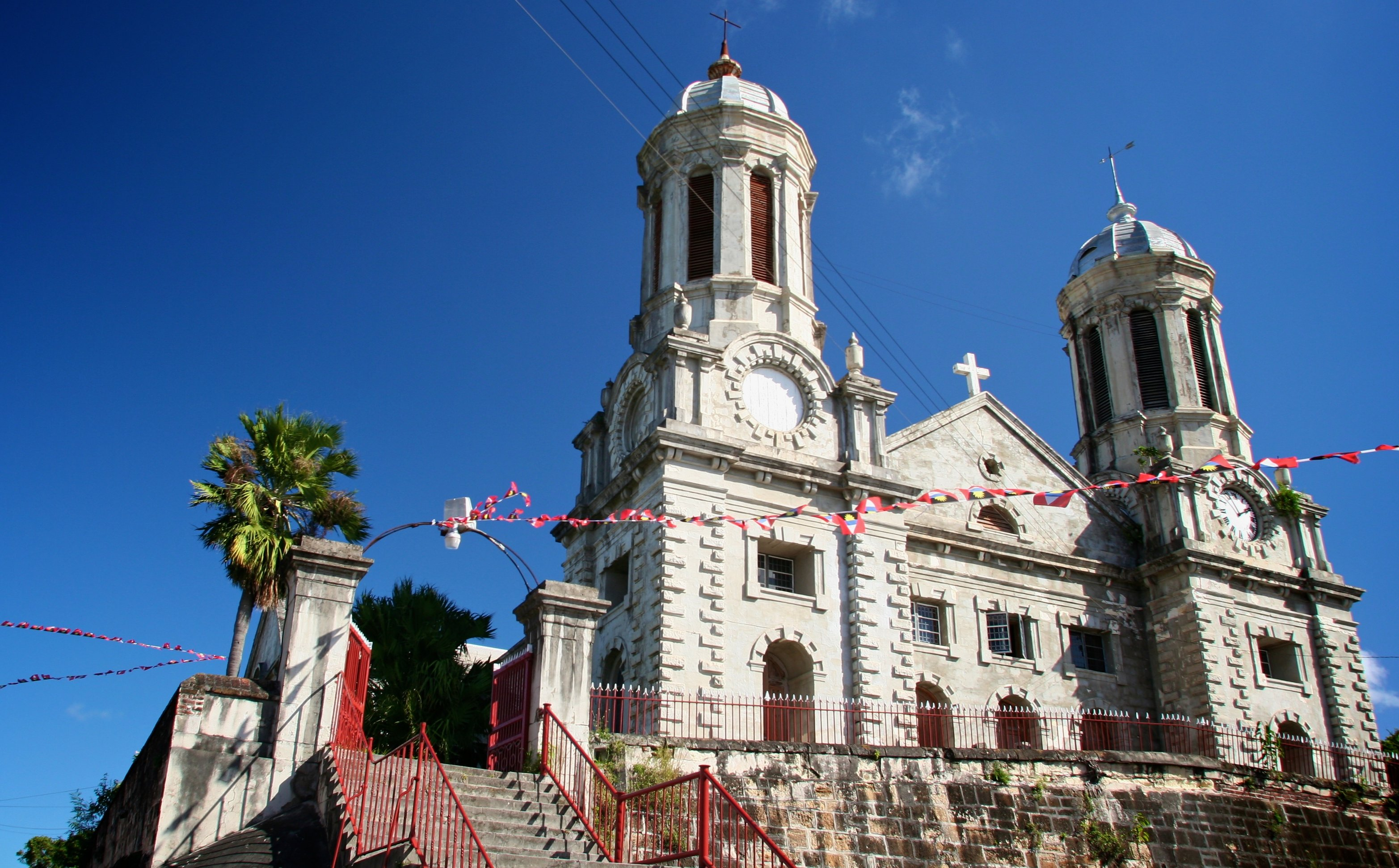
Katedrális a fővárosban

### Vallási megoszlás
2015-ös adatok alapján a lakosság 75%-a keresztény, ennek zöme protestáns. Főbb vallási csoportok: anglikán, úri testvérek, metodista,  adventista, egyéb protestáns, római katolikus, rasztafariánus, Jehova tanúi, egyéb.

## Gazdaság

### Általános adatok

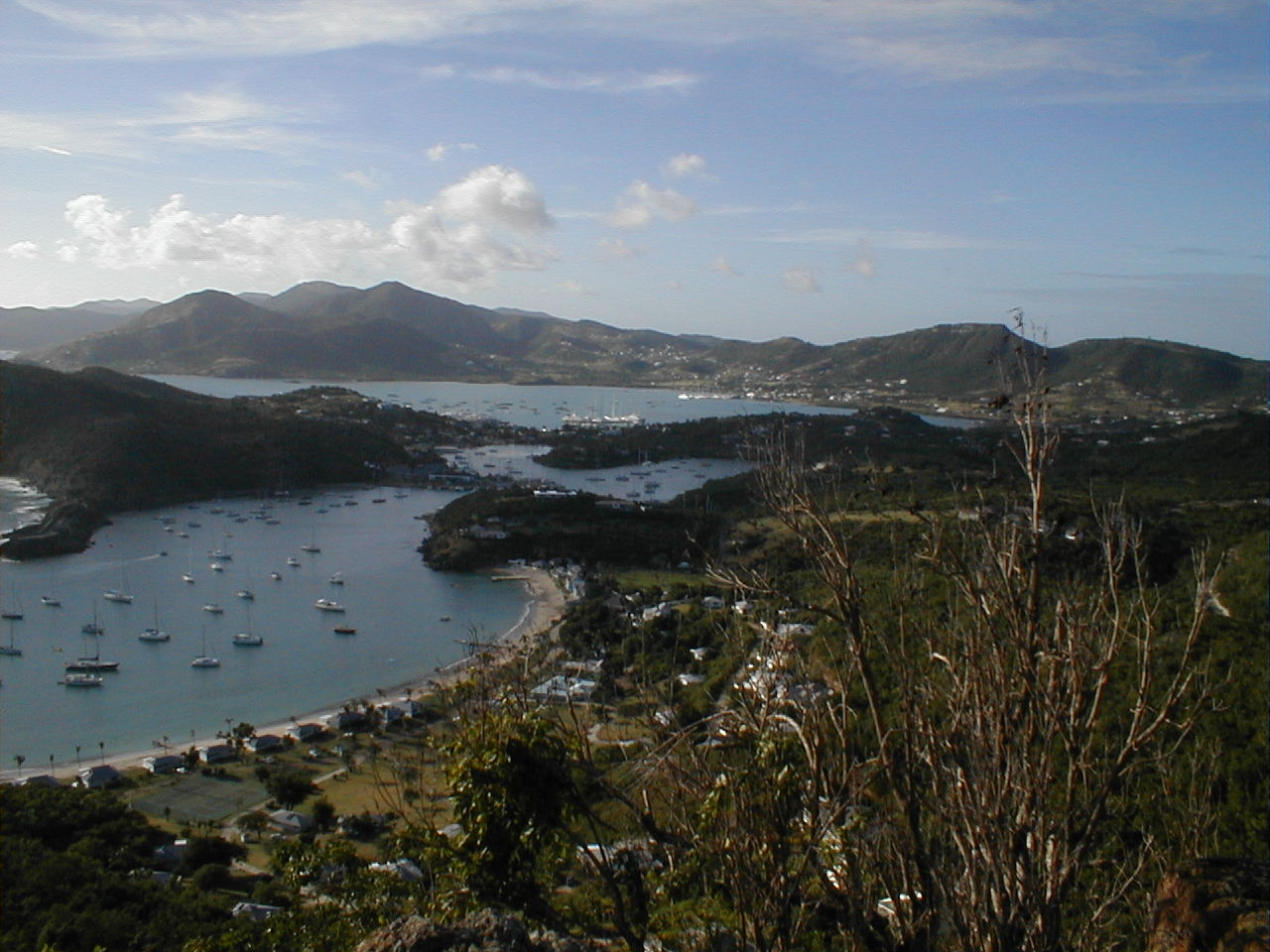
Kikötők az Angol- és a Falmouth-öbölben Antigua szigetén.

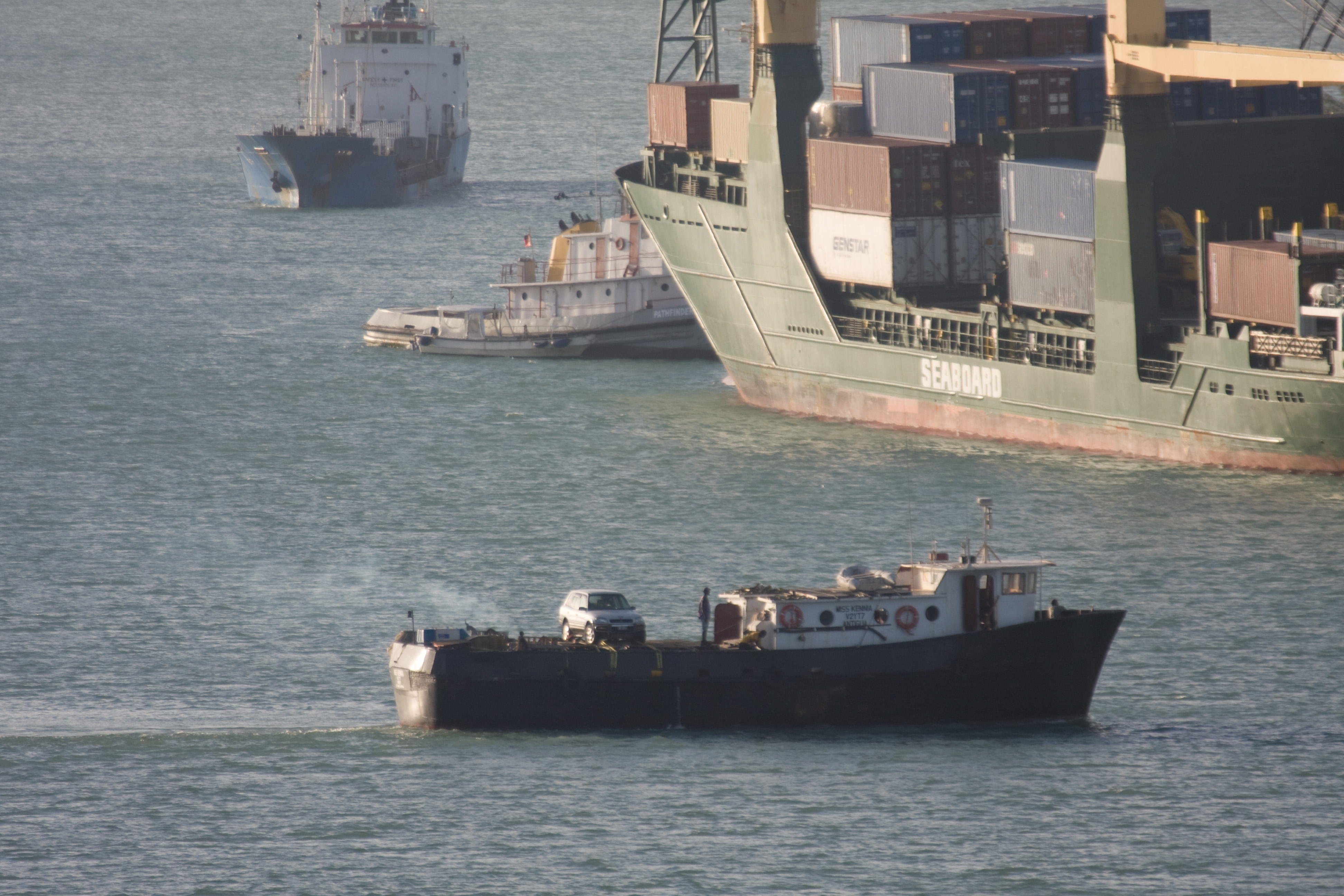
Hajók a főváros kereskedelmi kikötőjében

A szigetország gazdasága a szolgáltatásokon alapszik, amelyben a turizmus adja az állások és a bevételek legnagyobb részét, és amely a bruttó hazai termék több mint felét teszi ki. A kegyetlen hurrikánok sorozata 1995-óta az infrastruktúra jelentős részét elpusztította és nagy mértékben csökkentette az országba érkező turisták számát. A még csak kezdetleges pénzügyi szektor fejlődése rohamosan lelassult 1999-ben, amikor az Amerikai Egyesült Államok és az Egyesült Királyság szankciókat vezetett be Antigua és Barbudával szemben. Ezt azután tették, miután felbomlott az irányításuk a pénzmosás felett. A kormány erőfeszítéseket tett a külföldi követelések teljesítésére annak érdekében, hogy a szankciókat az állam ellen felfüggesszék. Az ország turista- és adóparadicsom.

### Gazdasági ágazatok

#### Mezőgazdaság
Az ország mezőgazdasági termelése főként a belföldi igények kielégítésére rendeződött be. Ezt a szektort korlátozza a víz és a munkaerő hiánya, aminek következtében a fejlesztések inkább a turizmusba és az építészetbe irányul. A kézművesipar magába foglalja az ágyneműk, a kézzel készített műtárgyak és az elektronikai alkatrészek gyártását. A gazdasági növekedés mértéke továbbra is a fejlett országok jövedelmeinek növekedésétől függ, főleg az Egyesült Államokétól, mivel a turisták több mint egyharmada innen érkezik. 2005-ben az összesített gazdasági növekedés 2,5% volt. Az infláció 2000-ben 0%-ra csökkent az 1995 és 1999 közötti 2%-ról. A munkanélküliség 2001-ben 11%-os volt. A bevételek nagysága 2000-ben 123,7 millió amerikai dollár, a kiadások mértéke 145,9 millió USD volt. A költségvetési hiány 1999-ben 231 millió USD-re rúgott.

#### Külkereskedelem
- Exporttermékek: nyersolaj, olajtermékek, kézművesipari termékek, gépek és berendezések, élelmiszer és élőállat.
- Importtermékek: műszaki és közlekedési berendezések, járművek és alkatrészek, vegyipari termékek.

## Közlekedés
Az országban nincs vasút. Egy keskeny nyomtávú 77-es vonal van, amely a cukornádat szállítja.
Az utak hossza 1165 km, azonban ebből csak 384 km aszfaltozott.
Az országban egy buszvonal van, amelynek 15000 gépjárműve van.
A nemzetközi reptér (Vere C. Bird International Airport ANU) Antigua sziget északnyugati részén van, Saint John's-tól 8 kilométerre. Ez a reptér a második világháborúban amerikai támaszpont volt. A kifutópálya 2744 méter hosszú. Ezen kívül még két reptér van.
Kikötők száma: 1

## Telekommunikáció
| Hívójel prefix | V2 |
| ITU zóna       | 11 |
| CQ zóna        | 8  |

## Kultúra

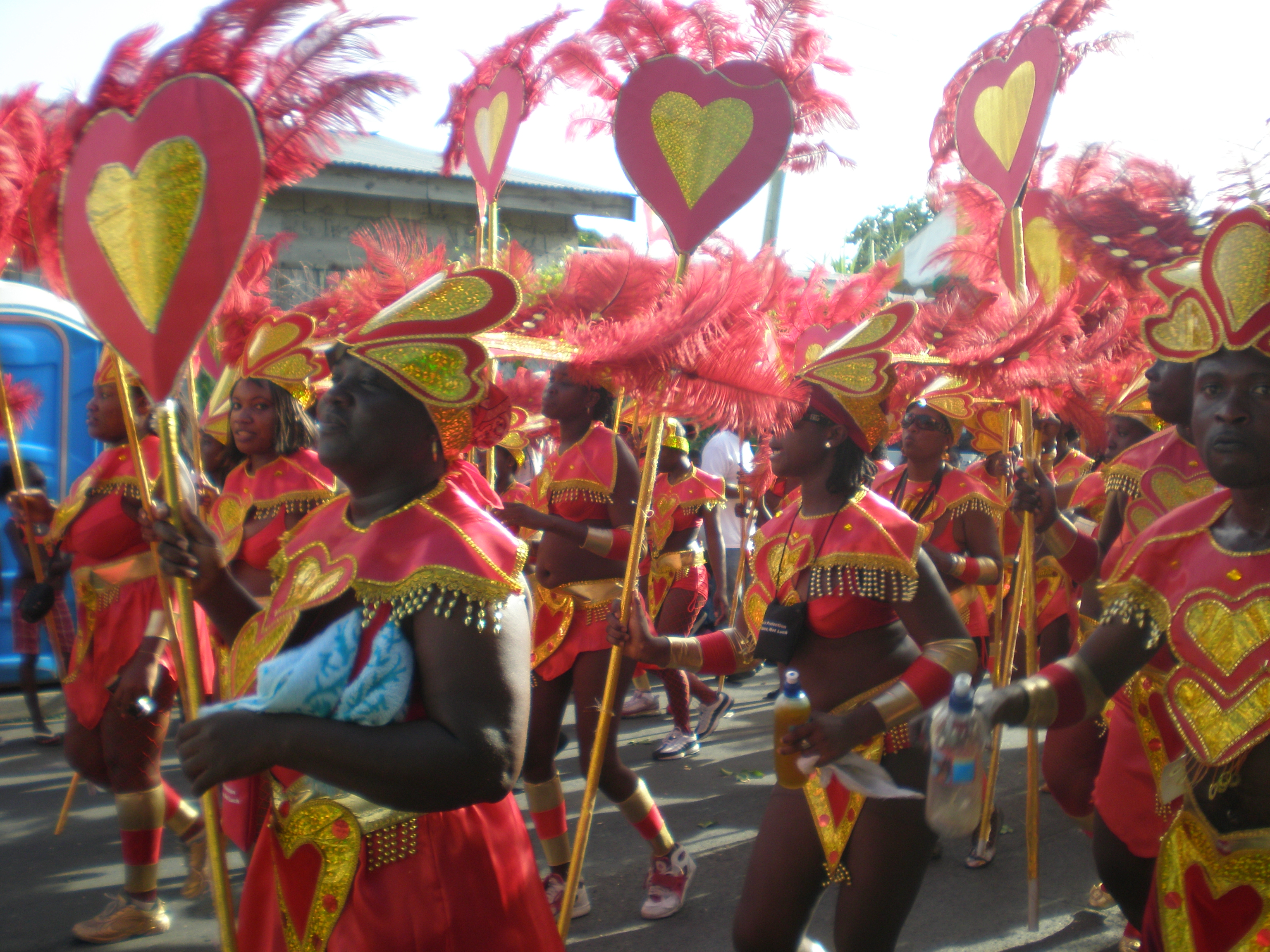
Karneváli kép

### Gasztronómia
A szigetország nemzeti étele a fungie, amely kukoricalisztből készül és hasonlít az olasz polentá-hoz (főtt kukoricadara).
A szigetek híres az édességeiről, úgy mint a cukrozott pogácsa, a tejkaramella, a pörkölt tamarindusz vagy a földimogyorós grillázs.
Bár az antiguai és barbudai fogások zöme őshonos specialitás, de az utóbbi időben számos jamaicai és trinidadi étel is elterjedt. A reggeli rendszerint sózott halból, padlizsánból, tojásból és a salátából áll. Ebédre keményítőalapú tésztát, rizst és egyéb tésztaféléket szeretnek enni, ugyanakkor sok zöldséget vagy pedig salátát fogyasztanak. Az előételeket gyakran képezi hal, csirke, sertés vagy marha. Köretnek piteszerű tészta vagy kagylós burgonya kerül az asztalra.
Az italok kínálatában gyakoriak a gyümölcslevek, amiket málnából, tamarinduszból, mangóból, citromból, kókusztejből, mályvából, gyömbérből, passiógyümölcsből, guávából és szúrszopból készítenek. Az alkoholtartalmú italok közül a rum és sör a legnépszerűbbek. Nemzetközi szinten is kedvelt a Wadadli nevű sör és az English Harbour nevű rum.

## Turizmus
A szigetlakók hangsúlyt helyeznek a sziget természeti és helytörténeti értékeire, és azok megfelelő bemutatására. Több múzeum, tanösvény és felfedező túralehetőség áll az látogatók rendelkezésére.
Népszerű a búvárkodás, valamint több jacht kikötő áll a hajóval érkezők rendelkezésére. A sziget büszke krikett játékosaira. A szigeteken augusztusban tartják meg a rabszolgaság eltörlésére emlékező karnevált.

### Látványosságok Antiguán
- György Erőd a szerzetesek hegyén.
- Nelson hajógyár a Cook kapitány  újjáépített "Törekvés" (Endeavour) hajójával. Ugyanitt múzeumépülettel.
- Antigua & Barbuda múzeum a Long Bay közelében
- Botanikus kert
- "Betti reménye" múzeum és történelmi cukornádültetvény
- az "ördög hídja", egy természetes sziklaalakzat a Long Bay közelében
- "Herkules oszlopai" parti sziklaképződmény

## Sport

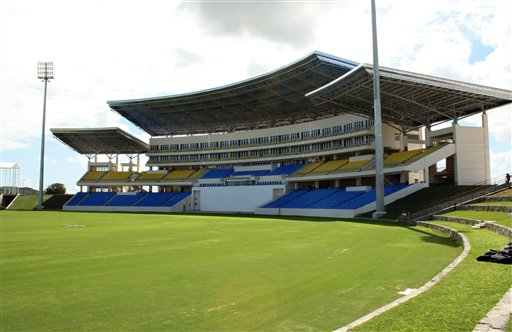
Vivian Richards Stadion, Antigua

Antigua és Barbuda eddig még nem nyert érmet az olimpiai játékokon.
- Bővebben: Antigua és Barbuda az olimpiai játékokon
- Bővebben: Antigua és Barbuda-i labdarúgó-válogatott

## Ünnepnapok
- január 1.: újév
- március/április: húsvét
- május 7.: a munka ünnepe
- június: pünkösd
- augusztus 6-7: karnevál
- október 7.: kereskedelmi ünnep
- november 1.: a függetlenség napja
- december 10. a hősök napja
- december 25-26: karácsony